# Baricovie lúky
Baricovie lúky jsou přírodní památka v katastrálním území obce Moravské Lieskové v okrese Nové Mesto nad Váhom v Trenčínském kraji na Slovensku. Území bylo vyhlášeno v roce 1994 a jeho rozloha je 1,62 hektaru. Nachází se na severovýchodním úpatí Velké Javořiny v chráněné krajinné oblasti Biele Karpaty. Předmětem ochrany je druhá největší lokalita výskytu kosatce trávovitého (Iris graminea) v Bílých Karpatech.